# 한국농수산식품유통사업단
한국농수산식품유통사업단은 한국의 농어업과 연계한 식품산업진흥에 기여, 경쟁력강화를 통한 한국가공식품의 발전 및 한국가공식품 세계화, 우수한 농수산물과 농수산가공식품의 안정적 생산·소비 촉진을 목적으로 2009년 6월 25일 설립된 대한민국 농림수산식품부 소관의 사단법인이다. 사무실은 서울특별시 서초구 서초동 1328-11, 도씨에빛II 905,906호 에 있다.

## 주요 사업
- 국내산 우수농산물 및 이를 원료로 한 우수가공식품과 우수식재료의 유통구조개선을 위한 회원사의 집약적 중앙유통단지 및 직매장 설치 활성화 조성
- 회원사의 한국농수산물, 농수산가공식품 및 식재료 유통활성화 도모, 농수산식품 교육, 지도, 홍보사업
- 기타 필요하다고 인정하는 부대사업